# روگ وان
روگ وان: داستانی از جنگ ستارگان (انگلیسی: Rogue One: A Star Wars Story) فیلمی آمریکایی در ژانر اپرای فضایی حماسی به کارگردانی گرت ادواردز است که در سال ۲۰۱۶ منتشر شد. فیلم‌نامه را کریس وایتز و تونی گیلروی از داستانی به قلم جان نول و گری ویتا نوشته‌اند. تولید این فیلم بر عهدهٔ لوکاس‌فیلم بوده و به‌وسیلهٔ استودیو سینمایی والت دیزنی عرضه شده‌است. این نخستین فیلم از مجموعهٔ گلچین جنگ ستارگان و پیش‌درآمدی وابسته از فیلم جنگ ستارگان: قسمت چهارم – امیدی نو (۱۹۷۷) است. بازیگران اصلی فیلم فلیسیتی جونز، دیه‌گو لونا، بن مندلسون، دانی ین، مس میکلسن، آلن تودیک، ریز احمد، جیانگ ون و فارست ویتاکر هستند. وقایع این فیلم یک هفته پیش از فیلم امیدی نو رخ می‌دهد و دربارهٔ گروهی از شورشیان است که با هم متحد می‌شوند تا طرح‌های سلاح اساسی امپراتوری کهکشانی به‌نام ستارهٔ مرگ را بدزدند. این فیلم نخستین پیروزی چشم‌گیر ائتلاف شورشی در برابر امپراتوری را شرح می‌دهد که نخستین بار در نوشتار افتتاحیهٔ فیلم امیدی نو به آن اشاره شده‌است.
این فیلم بر پایهٔ ایده‌ای است که جان نول ده سال پیش از توسعهٔ آن مطرح کرده بود و از لحاظ لحن و سبک متفاوت از فیلم‌های مرسوم جنگ ستارگان ساخته شده‌است. تصویربرداری اصلی فیلم از اوت ۲۰۱۵ در استودیوهای پاین‌وود، باکینگهام‌شر آغاز شد و تا فوریهٔ ۲۰۱۶ به طول انجامید. این فیلم مدتی بعد در اواسط ۲۰۱۶ مراحل فیلم‌برداری گسترده‌ای را پشت سر گذاشت. این فیلم با بودجهٔ ساخت حداقل ۲۲۰ میلیون دلاری، یکی از پرهزینه‌ترین فیلم‌هایی است که تاکنون ساخته شده‌است.
روگ وان نخستین بار در ۱۰ دسامبر ۲۰۱۶ در لس آنجلس به نمایش درآمد و در ۱۶ دسامبر همان سال در ایالات متحده اکران شد. این فیلم نظرات مثبتی را از سوی منتقدان دریافت کرده‌است. عملکرد بازیگران، داستان، جلوه‌های بصری، موسیقی و لحن تاریک با ستایش همراه بود اما برای روند، شخصیت‌ها و بازآفرینی نقش شاهزاده لیا و گرند ماف تارکین در فیلم مورد انتقاد قرار گرفت. این فیلم بیش از ۱ میلیارد دلار در گیشهٔ جهانی فروش داشت و در حین نمایش سینمایی خود به بیستمین فیلم پرفروش تاریخ و دومین فیلم پرفروش ۲۰۱۶ تبدیل شده‌است. این فیلم نامزد دریافت دو جایزهٔ اسکار در دستهٔ بهترین صداگذاری و بهترین جلوه‌های تصویری شد. مجموعهٔ پیش‌درآمد این فیلم با عنوان اندور در سال ۲۰۲۲ از طریق دیزنی پلاس پخش شد.

## طرح داستان
داستان این فیلم پس از رخدادهای قسمت سوم انتقام سیت و در فاصله کمی قبل از رویدادهای قسمت چهارم امیدی تازه رخ می‌دهد، پس از اعلام تشکیل امپراتوری کهکشانی تعدادی از سرزمین‌های کهکشان از پذیرش آن خودداری می‌کنند و برای احیای سنت جمهوری کهکشانی مخفیانه سازمان شورشی با نام ائتلاف شورشیان را تشکیل می‌دهند اما پس از مدتی متوجه می‌شوند ارتش امپراتوری در حال ساخت یک سلاح مخفی کشتار جمعی با نام ستاره مرگ می‌باشد. برای همین تصمیم می‌گیرند تا مغز متفکر پروژه یعنی گِیلن اِرسو را ترور کنند تا پروژه شکست بخورد غافل از اینکه گِیلن اِرسو خود مخالف سرسخت امپراتوری و طرفدار سنت جمهوری است او در یک پیام مخفی به شورشیان اعلام می‌کند علاقه‌ای به شرکت در این پروژه نداشته و مجبور به انجام این کار شده و اینکه هر چند نابودی ستاره مرگ به ظاهر شدنی نیست اما او از عمد نقصی فنی در سلاح ستاره مرگ قرار داده تا شورشیان بتوانند با استفاده از آن سلاح را نابود کنند اما برای شناسایی نقص فنی باید به نقشه ستاره مرگ موجود در مرکز داده امپراتوری دست یابند به همین جهت گروهی از شورشیان شامل جین اِرسو (دخترگِیلن اِرسو) و همراهان داوطلبش مصمم می‌شوند تا به نقشه ستاره مرگ دست یابند تا بتوانند با شناسایی نقصی که گِیلن اِرسو در آن قرار داده راه را برای نابودی سلاح هموار کنند.
با این وجود بیشتر اعضای ائتلاف شورشیان امکان مقابله با ارتش امپراتوری با وجود ستاره مرگ را شدنی نمی‌دانند به همین جهت ائتلاف شورشیان در مورد دزدیدن نقشه ستاره مرگ به توافق نمی‌رسد و در نهایت با آن مخالفت می‌کند. گروه شورشی که از جواب رد شورای رهبری ائتلاف شورشیان در مورد پیشنهادشان برای مقابله با امپراتوری کهکشانی ناخرسند شدند خودسرانه تصمیم می‌گیرند تا با یک سفینه به محل نگهداری نقشه‌های ستاره مرگ یورش ببرند. آنان نام سفینه خود را یاغی یا سرکش یک (Rogue One) می‌گذراند. آن‌ها از سپر محافظ رد می‌شوند و جین و کاسیان خود را به محل نگهداری نقشه‌های ستاره مرگ می‌رسانند. در این موقع باقی افراد ائتلاف با تمام افرادشان برای جنگ، خود را به آنجا می‌رسانند که در این موقعیت امپراتوری سپر محافظ خود را می‌بندند و در داخل سیاره جین و کاسیان برای فرستادن نقشه‌ها به وسیله سیگنال نیاز دارند تا سپر محافظ از بین برود. سفینه‌های ائتلاف که در خارج از سپر قرار دارند سپر محافظ را می‌شکنند و پیام را در یک کارت درج می‌کنند. جین و کاسیان و تعداد زیادی از افراد ائتلاف می‌میرند اما سرانجام پیام به دست سفینهٔ در حال فرار پرنسس لیا می‌رسد.

## بازیگران
- فلیسیتی جونز در نقش جین اِرسو
- دیه‌گو لونا در نقش کاسیان اندور
- بن مندلسون در نقش سرپرست کرنیک
- دانی ین در نقش چیروت ایموِه
- مدس میکلسن در نقش گِیلن اِرسو، یک محقق دانشمند و پدر جین
- آلن تودیک در نقش K-2SO
- ریز احمد در نقش بودی روک
- جیانگ ون در نقش مالبوس
- فارست ویتاکر در نقش ساو گرِرا
- الیستر پیتری

## تولید

### توسعه
روگ وان اولین فیلم از مجموعه گلچین جنگ ستارگان است—مجموعه‌ای از فیلم‌های اسپین‌آف مستقل در مجموعه جنگ ستارگان. جان نول، ناظر جلوه‌های بصری برای سه‌گانه پیش‌درآمد جنگ ستارگان، این ایده را در سال ۲۰۰۳ در طول تولید اپیزود سوم به عنوان اپیزودی از سریال تولید نشده جنگ ستارگان: دنیای زیرزمین مطرح کرد. پس از خرید دیزنی، او عقیده داشت که باید دوباره آن را مطرح کند یا برای همیشه فکر می‌کرد که «اگر می‌توانستم چه می‌شد». در می ۲۰۱۴، دیزنی اعلام کرد که گرت ادواردز کارگردانی فیلم و گری ویتا فیلم نامه را خواهد نوشت. در اکتبر همان سال، فیلم‌بردار گریگ فریزر اعلام کرد که روی این فیلم کار خواهد کرد. در ژانویه ۲۰۱۵، مشخص شد که ویتا کار خود را بر روی فیلمنامه کامل کرده‌است و دیگر در پروژه حضور نخواهد داشت. سیمون کینبرگ به عنوان جایگزین در نظر گرفته شد. در اواخر همان ماه، اعلام شد که کریس وایتز برای نوشتن فیلمنامه این فیلم قرارداد امضا کرده‌است. در مارس ۲۰۱۵ عنوان فیلم اعلام شد. در سال ۲۰۲۰ برخی از عنوان پیشنهادی فیلم مانند دوران تاریک و جنگ ستارگان: شورشیان فاش شد.
ادواردز بیان کرد که سبک فیلم شبیه به یک فیلم جنگی است و اظهار داشت: «این واقعیت جنگ است. آدم‌های خوب بد هستند. آدم‌های بد خوب هستند. این پیچیده و لایه لایه است؛ یک سناریوی بسیار غنی برای یک فیلم.» با فرض اینکه دیزنی اجازه پایان دلگیر برای فیلم‌ها را نمی‌دهد، ادواردز در نسخه اصلی فیلمنامه شخصیت‌های اصلی را زنده نگه داشت، اما سازندگان پایان تراژیک تری را انتخاب کردند و هرگز نسخه اصلی را فیلم‌برداری نکردند.
در مه ۲۰۱۶، گزارش‌ها حاکی از آن بود که فیلم پنج هفته فیلم‌برداری مجدد را پشت سر می‌گذارد و تونی گیلروی صحنه‌های دیگری را می‌نویسد و همچنین به عنوان کارگردان بخش دوم زیر نظر ادواردز فعالیت می‌کند. با کمک ادواردز، گیلروی بر ویرایش و عکاسی اضافی فیلم نظارت داشت که به چندین موضوع از جمله پایان پرداخت. در ماه آگوست، نام گیلروی در عوامل فیلم‌نامه کنار ویتز قرار داده شد و ۵ میلیون دلار برای کارش در این فیلم دریافت کرد. علاوه بر این، کریستوفر مک‌کوری، اسکات زد. برنس و مایکل آرندت همگی در مراحل مختلف توسعه به فیلم‌نامه کمک کردند.
در ژوئیه ۲۰۱۶، کاتلین کندی در مورد اینکه آیا فیلم دارای نوشتار افتتاحیه خواهد بود یا خیر، گفت: «ما در حال صحبت در مورد آن هستیم، اما من فکر نمی‌کنم این فیلم‌های [گلچین] نوشتار افتتاحیه داشته باشند.» ادواردز توضیح داد: «ایده این است که این فیلم قرار است با فیلم‌های حماسی متفاوت باشد» و «این فیلم ناشی از یک نوشتار بوده. . . . این احساس وجود دارد که اگر ما یک نوشتار قرار دهیم، آن وقت یک فیلم دیگر ایجاد می‌شود." در نوامبر ۲۰۱۶، کندی تأیید کرد که این فیلم دارای نوشتار افتتاحیه نخواهد بود، در عوض به شیوه ای سنتی و فقط با عنوان شروع می‌شود. ادواردز در جشن جنگ ستارگان ۲۰۱۶ گفت که این عنوان سه معنی دارد: «یک علامت نظامی» که به اسکادران سرخ از فیلم امیدی نو اشاره دارد؛ «سرکش یک» از فرانچایز، با توجه به اینکه این اولین فیلمی است که بخشی از حماسه اصلی نیست؛ و توصیفی از شخصیت جین ارسو.

### انتخاب بازیگران
در ژانویه ۲۰۱۵، هالیوود ریپورتر اعلام کرد که بازیگران زن متعددی از جمله تاتیانا مازلانی، رونی مارا و فلیسیتی جونز برای بازی در این فیلم تست داده‌اند. در فوریه ۲۰۱۵ اعلام شد که جونز در حال مذاکره نهایی برای بازی در این فیلم است و آرون پل و ادگار رامیرس برای نقش اصلی مرد چشم دوخته بودند. در مارس ۲۰۱۵، جونز رسماً انتخاب شد. در مارس ۲۰۱۵، ددلاین هالیوود شایعه ای مبنی بر اینکه بن مندلسون برای نقش اصلی در نظر گرفته شده‌است، گزارش داد. ماه بعد، درپ گزارش داد که سم کلفلین برای ایفای نقش تحت نظر است و ریز احمد در حال مذاکره برای پیوستن به فیلم بود. در می، مندلسون، احمد و دیه‌گو لونا در نقش‌های اصلی به گروه بازیگران فیلم اضافه شدند. فارست ویتاکر در ژوئن ۲۰۱۵ به بازیگران اضافه. در جولای ۲۰۱۵، جاناتان آریس برای بازی در نقش سناتور جبل انتخاب شد. جنویو اورایلی برای بازی در نقش مون ماتما که در جنگ ستارگان: قسمت سوم – انتقام سیت (۲۰۰۵) حضور داشت دوباره نقش خود را ایفا کرد. بازگشت جیمز ارل جونز در نقش صدای دارث ویدر در ژوئن ۲۰۱۶ تأیید شد.

### فیلمبرداری

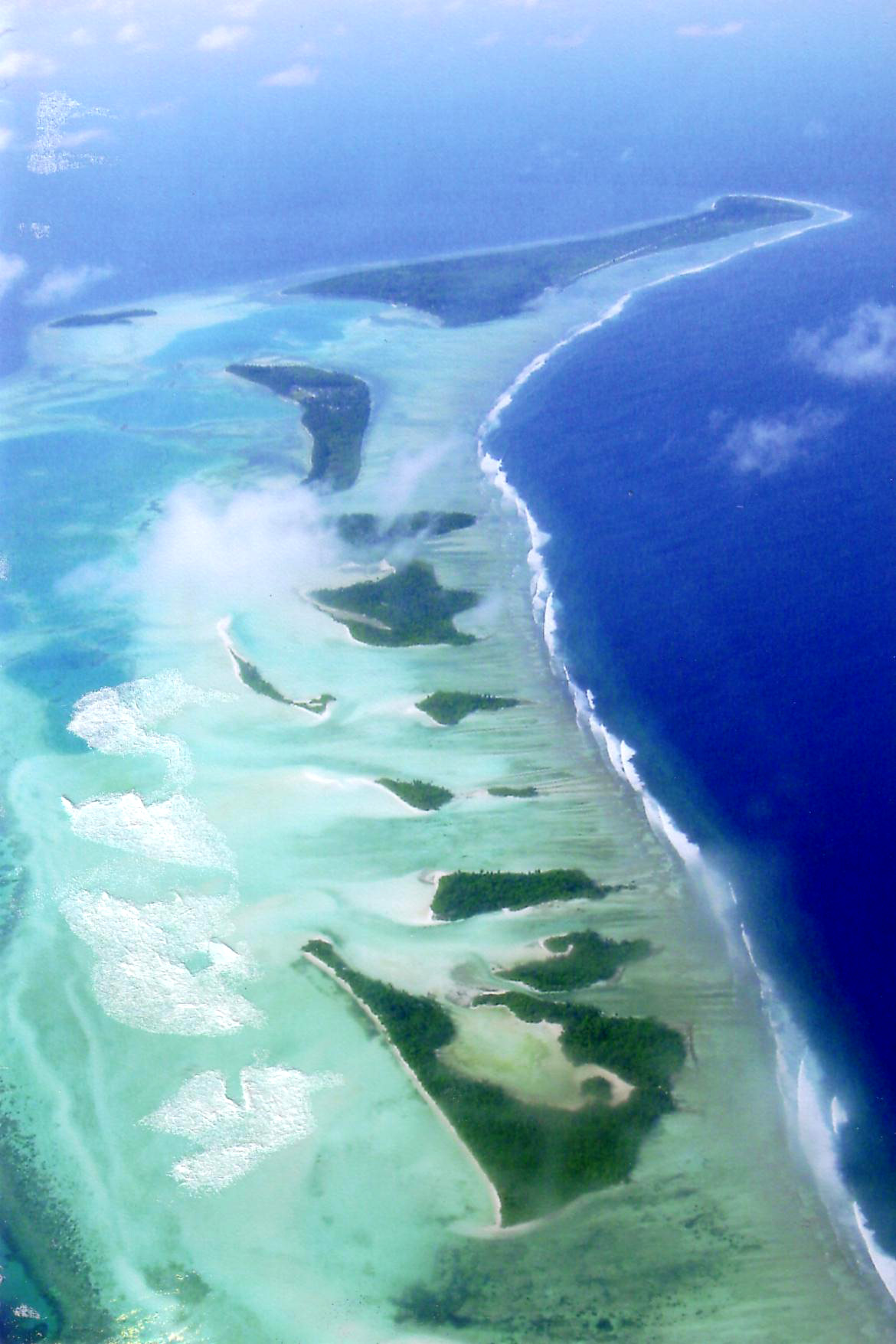
لاامو آتول در مالدیو به عنوان محل فیلمبرداری اسکاریف مورد استفاده قرار گرفت

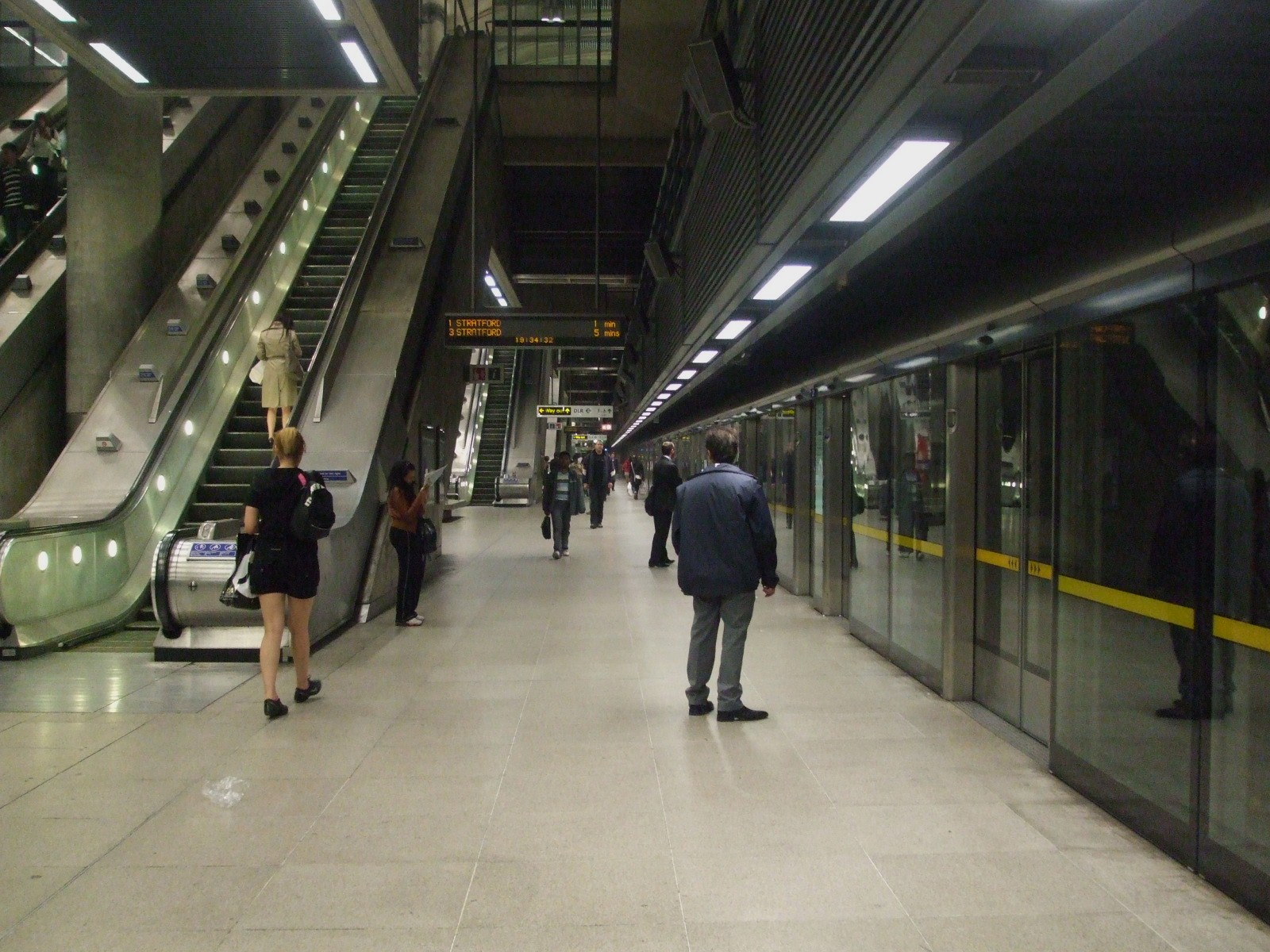
ایستگاه متروی کنری وورف به عنوان مکانی برای عکس‌های داخلی مجتمع امنیتی امپراتوری در اسکاریف استفاده شد.

مراحل تصویربرداری اصلی فیلم در ۸ اوت ۲۰۱۵ در استودیوهای پاین‌وود، باکینگهام‌شر آغاز شد. بسیاری از تصویربرداری‌های دیگر در نزدیکی استودیو پاین‌وود در باکینگهام‌شر، بریتانیا تکمیل شد؛ در آن محل مجموعه‌های عظیمی برای تکمیل صحنه‌های فیلم‌برداری شده در سایر نقاط جهان ساخته شده بود. این فیلم با استفاده از لنزهای Ultra Panavision 70 با دوربین‌های دیجیتال Arri Alexa 65 با فرمت بزرگ 6K تصویربرداری شده‌است. این فیلم در مجموع ۲۶۵ میلیون دلار هزینه داشت و ۴۵٫۵ میلیون دلار کمک هزینه از برنامه تشویقی سینمای بریتانیا دریافت کرد.

### پس از تولید
در ۱۱ فوریه ۲۰۱۶، مدیران دیزنی اعلام کردند که این فیلم «تقریباً کامل شده‌است». چندین هفته فیلمبرداری مجدد که از پیش برنامه‌ریزی شده بود در ژوئن ۲۰۱۶ آغاز شد. تونی گیلروی، که در آن زمان نامش در عوامل نویسنده این فیلم نبود، برای کارگردانی فیلمبرداری مجدد و بازسازی جنبه‌های فیلم استخدام شد و در نهایت نماش در میان عوامل فیلمنامه‌نویسی آمد. این فیلم تنها با استفاده از ابزار دیجیتال ایجاد شده‌است.
اینداستریال لایت اند مجیک (ILM) جلوه‌های بصری فیلم را تولید کرد. ILM از CGI و تصاویر آرشیو دیجیتالی برای درج شباهت پیتر کوشینگ بر روی بدن بازیگر گای هنری استفاده کرد. لوکاس‌فیلم از عوامل این بازیگر فقید اجازه گرفت تا او در این فیلم حضور داشته باشد. طبق گزارش‌ها، تیم ساعت‌های بی‌شماری از فیلم‌های کوشینگ را برای یافتن مواد مرجع مناسب جست‌وجو کردند و هنری ضبط حرکت و صدا را ایفا کرد. یک مدل دیجیتالی از کوشینگ بر روی عملکرد هنری مانند یک ماسک بدن دیجیتال ترسیم شد. رفتارهای کوشینگ، از جمله نحوه صحبت کردن، توسط تیم نوآوری مورد مطالعه قرار گرفت و در مدل دیجیتال تارکین اعمال شد. نهاد کوشینگ به شدت درگیر این خلقت بود و تا حد «تعدیل‌های کوچک و ظریف» مشارکت داشت. روند مشابهی در به تصویر کشیدن پرنسس لیا استفاده شد. حضور کری فیشر در نقش لیا در فیلم اول روی چهره بازیگر نروژی اینگویلد دیلا قرار گرفت و صدای آرشیوی فیشر که می‌گفت «امید» برای صداپیشگی این شخصیت استفاده شد.مراحل پس از تولید در ۲۸ نوامبر ۲۰۱۶ به پایان رسید.
در مارس ۲۰۱۵، گزارش شد که الکساندر دسپلا که با ادواردز در گودزیلا کار کرده بود، موسیقی روگ وان را خواهد ساخت. علیرغم شایعاتی مبنی بر اینکه در ابتدا قراردادی توسط لوکاس فیلم منعقد نشده بود، دسپلا در مصاحبه‌ای در آوریل ۲۰۱۶ تأیید کرد که آهنگساز این فیلم خواهد بود. در رابطه با فیلم، دسپلا اظهار داشت: «[من و ادواردز] شراکت بسیار خوبی در گودزیلا داشتیم و من بی‌صبرانه منتظر شروع کار با او هستم. چند هفته دیگر خواهد بود و در عین حال بسیار هیجان انگیز و ترسناک است زیرا این یک پروژه افسانه‌ای است. فراخوانی شدن برای آمدن به جای جان ویلیامز … برای من چالش بزرگی است.» اما در سپتامبر ۲۰۱۶، پس از فیلمبرداری مجدد اعلام شد که مایکل جاکینو جایگزین دسپلا به عنوان آهنگساز خواهد بود جاکینو تنها چهار هفته و نیم فرصت داشت تا موسیقی فیلم را بسازد که تقریباً بلافاصله پس از پایان ساخت دکتر استرنج شروع شد. جاکینو مضامین جان ویلیامز از فیلم‌های قبلی را در موسیقی متن گنجانده‌است. موسیقی متن رسمی در ۱۶ دسامبر ۲۰۱۶ توسط والت دیزنی رکوردز منتشر شد.

## مجموعه تلویزیونی پیش‌درآمد
در ۸ نوامبر ۲۰۱۸، اعلام شد که یک مجموعه پیش‌درآمد لایو اکشن به‌طور رسمی در حال توسعه است و قرار است در سرویس استریم دیزنی، دیزنی پلاس پخش شود. داستان این مجموعه پنج سال قبل از وقایع روگ وان جریان دارد و روی کاسین اندور با بازی دیه‌گو لونا در نقش دوباره تمرکز خواهد داشت. اگرچه در ابتدا اعلام شد که دوباره ایفای نقش خواهد کرد، اعلام شد که آلن تودیک در این مجموعه در نقش K-2SO حضور دارد اما او اعلام کرده که دیگر در فصل اول مجموعه حضور نخواهد داشت. این مجموعه در سال ۲۰۲۲ از طریق دیزنی پلاس پخش شد.